# Cerveza Pilsen (Uruguay)
Pilsen es una marca de cerveza de Uruguay fabricada y comercializada por las Fábricas Nacionales de Cerveza. Fue creada en 1866 por Conrado Niding. 

## Historia
Los orígenes de la Cerveza Pilsen se remontan al año 1866, cuando el alemán Conrado Niding abrió la cervecería La Popular en el barrio Palermo de Montevideo. En 1877 Conrado Niding decide vender su fábrica a Eduardo Richling.
En 1890 es creada la Cervecería Montevideana, la cual construirá una amplia planta totalmente industrializada para la comercialización exclusiva de la Cerveza Pilsen.

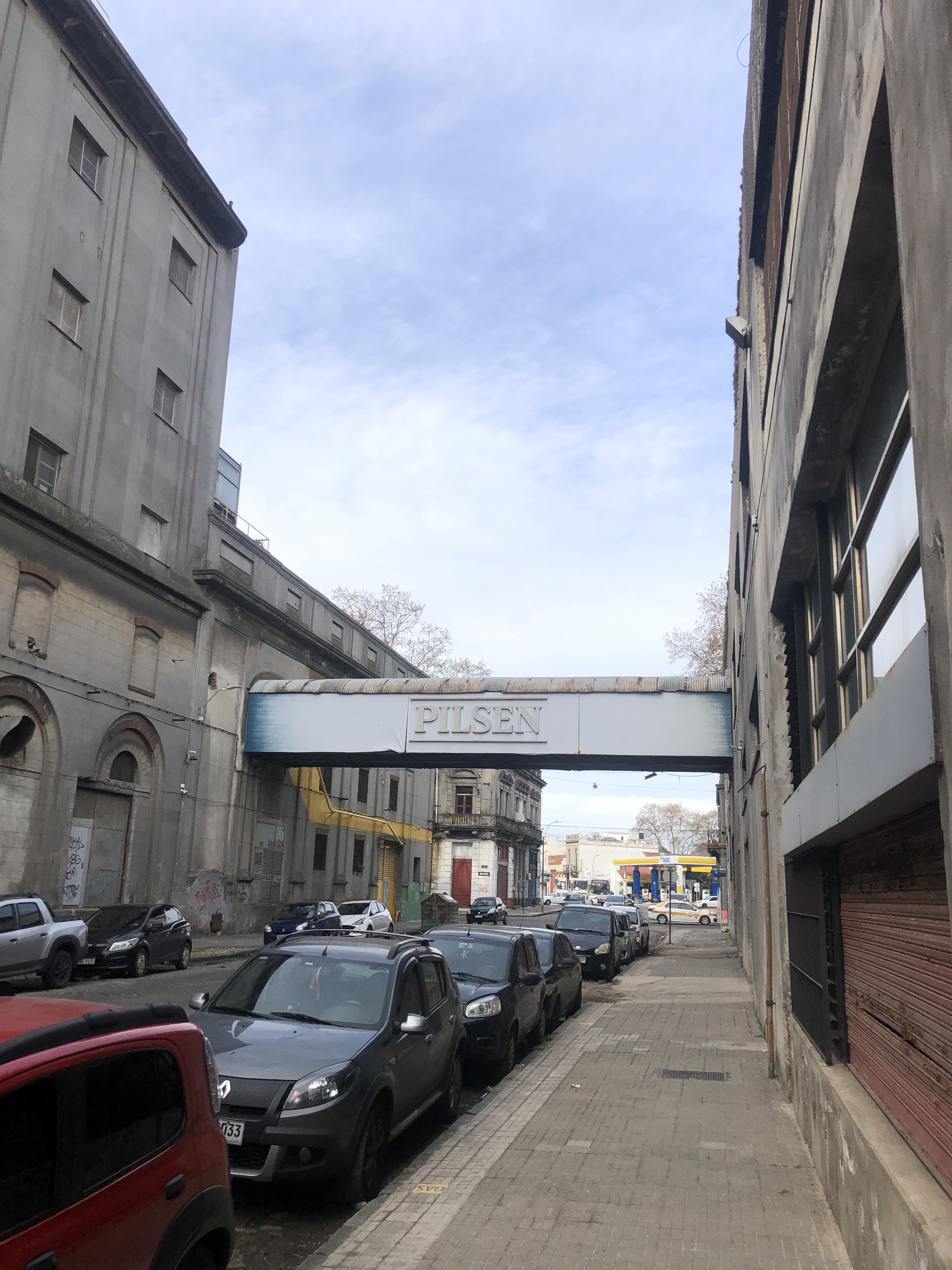
Vista del complejo de las Fábricas Nacionales de Cerveza.

Por aquellos años, el país comienza a sufrir una época de decrecimiento económico que dio como resultado que las tres principales fábricas cerveceras de la época se fusionaran, creándose en el año 1895 una nueva sociedad que se denominaria Cervecería Uruguaya S.A, centralizando su producción en el local de La Montevideana, ubicada en el barrio de La Aguada, la cual ostentaba para la época, un alto grado de tecnificación en todas las etapas del proceso, así como la posesión de grandes depósitos, caballerizas y material rodante para atender la distribución de cerveza y de hielo. Es importante destacar, que al estar en dicho barrio de Montevideo, caracterizado por la presencia de los pozos del Rey, los mismos eran utilizados para la fabricación de hielo, el cual era transportado mediante ferrocarril.
En los años veinte la entonces Cerveceria Nacional, que en 1907 había pasado a denominarse nuevamente como Cerveceria Montevideana, decide fusionarse con la Cervecería Uruguaya para convertirse en Cervecerías del Uruguay, centralizando su producción tanto en las plantas de la Aguada y  de Arroyo Seco. 
En mayo de 1933 con la creación de las Fábricas Nacionales de Cerveza, a consecuencia de la fusión de las Cervecerías del Uruguay con la Cervecería Oriental, la cerveza Pilsen comienza a ser comercializada por las Fábricas Nacionales de Cerveza, quien establece su producción en la planta de Arroyo Seco. 
En 1947 sale al Mercado su principal rival, la Cerveza Patricia.

## Actualidad
Desde hace varios años, la Cerveza Pilsen es el patrocinador oficial de la Selección uruguaya.

## Variedades
- Pilsen: cerveza tipo lager

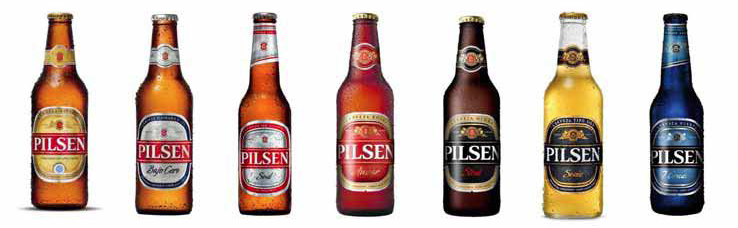
Pilsen, Pilsen Bajo Cero, Pilsen Soul, Pilsen Ambar, Pilsen Stout, Pilsen Sonic, Pilsen 7°

- Pilsen Bajo Cero: cerveza filtrada a -2 °C.[5]

- Pilsen Sonic: cerveza tipo dry: Es una cerveza rubia tipo dry, que posee un aroma sutil y cuerpo equilibrado que la convierten en una bebida redonda, muy refrescante y fácil de beber.

A diferencia de las otras marcas de FNC su envase es transparente, por lo que posee ingredientes especiales para prevenir la oxidación que provoca la luz.
- Pilsen Stout: cerveza negra elaborada con malta tostada: Stout es el nombre de un estilo británico de cerveza oscura tipo Ale, que surgió a partir del estilo Porter, diferenciándose definitivamente de este en el siglo XIX.

Es una cerveza de color cercano al negro, amarga, elaborada con malta de cebada tostada. 
El contenido alcohólico es variable pero normalmente no supera el 6% de alcohol por volumen. 
Stout era la bebida de las clases altas inglesas, transformada en un genérico que da lugar a infinitas variedades. 
«La nuestra es más seca, con una fermentación más redondeada, y más limpia en sabor», explica Carlos Ghione. Se caracteriza por su coloración oscura, su cuerpo robusto, su textura cremosa y un aroma y sabor intenso a malta tostada con un toque a café torrado.
- Pilsen Ambar: cerveza con un exclusivo proceso de filtrado con un toque de caramelo: Su sabor se basa en la fusión de maltas y en la intensa sensación que deja en la memoria de quienes la eligen, y su color rojizo es la búsqueda por representar el placentero clima del atardecer.[6]

Se muestra como una cerveza con cuerpo, aroma cítrico, y un after taste menos agresivo y de corto recuerdo en el paladar. Una cerveza de sabor fresco y equilibrado, menos alcohólica, producto de la exquisita combinación de sus sofisticadas materias primas, con notas de caramelo tostado, su sabor levemente amargo se transforma en deleite. En su aroma se sienten diferentes el lúpulo y malta, maíz. En boca el cuerpo es suave y apenas cremoso. 
Se percibe en paladar toques de malta, un sutil caramelo y algún toque frutal muy por detrás. Una cerveza de carácter suave con gasificación fina y toques acaramelados. Por su amargor casi inexistente y su elevado drinkability, es una bebida ideal para quienes no gustan del sabor amargo.
- Pilsen Soul: cerveza sin alcohol (0,4% de alcohol).[7]
- Pilsen 0,0%:cerveza “0,0%”, la primera de la categoría sin alcohol que se produce en el país.[8]

- Pilsen 7: cerveza fuerte con 7% de graduación alcohólica.

## Proceso de elaboración
El proceso de elaboración de Pilsen corresponde a un proceso típico de fabricación lager. Las cervezas lager son fermentadas a más bajas temperaturas (8-12 °C) que las cervezas ales (18-25 °C). Este proceso es conocido como lagering “reposo frío” que genera cervezas más aromáticas.
Cuando finaliza el proceso, la levadura sedimenta hacia el fondo de los fermentadores, mientras en el proceso ale las mismas quedan suspendidas en la superficie. Una característica particular de Pilsen es la cuidadosa selección de sus materias primas, una fina combinación de cereales de alta calidad y el uso de finos lúpulos.